# FTSEurofirst 100
FTSEurofirst 100 est un indice boursier lancé par Euronext et le groupe Financial Times Stock Exchange le 29 avril 2003.
Il prend en compte 100 actions des plus grandes entreprises de l'actuelle zone européenne. C'est aujourd'hui l'un des principaux indices d'Euronext.